# 361 av. J.-C.
Cette page concerne l'année 361 av. J.-C. du calendrier julien proleptique.

## Événements
- 18 février (15 mars du calendrier romain) : début à Rome du consulat de Caius Licinius Stolon et Caius Sulpicius Peticus (pour la seconde fois)[1].           Les Gaulois arrivent à trois miles de Rome, sur la Via Salaria ; Titus Quinctius Poenus est nommé dictateur. Titus Manlius vainc en combat singulier le champion des Gaulois, prend son torque d'or et reçoit le surnom de Torquatus ; les Gaulois s'allient avec Tibur et se retirent en Campanie[2].

- En Chine, début du règne du duc Xiao, de Qin. Le légiste Shang Yang, originaire de Wei, devient son principal ministre. Le royaume de Qin est alors considéré par les autres royaumes chinois comme pays retardataire et à demi barbare[3]. Le sacrifice d’hiver ne sera accompli pour la première fois à Qin qu’en 326 av. J.-C.. La cour de Qin n’abandonnera sa musique traditionnelle rustique pour adopter la musique raffinée des royaumes de Zheng et de Wei qu’en 237 av. J.-C..

- Mazaios est nommé satrape de Cilicie[4].
- Callistratos, homme politique et orateur athénien condamné à mort pour trahison à cause de ses sympathies pour Sparte[5], s’enfuit à Méthone en Macédoine où il est à l’automne 361[6].
- Sur les instances de Dion, de Denys le Jeune et d’Archytas, Platon entreprend un troisième voyage à Syracuse (v.361/359 av. J.-C.) pour tenter de réconcilier Dion et Denys. Ses efforts échouent. L’impopularité de Denys parmi les Syracusains, rapportée par le neveu de Platon Speusippe, encourage Dion à intervenir (357 av. J.-C.)[7].

## Naissances
- Lysimaque, futur roi de Thrace et de Macédoine, à Pella.
- Agathocle, futur tyran de Syracuse.

## Décès
- Datame, général perse et satrape de Cappadoce révolté.